# جوجل ريد ألونج
ريد ألونج، المعروف سابقًا باسم بولو، هو تطبيق أندرويد لتعلم اللغات للأطفال، طورته جوجل لنظام أندرويد. نُشر التطبيق على متجر بلاي في 7 مارس 2019. يضم التطبيق شخصية تُدعى ضياء تُساعد الأطفال على تعلم القراءة من خلال قصص مصورة. كما يُتيح التطبيق تعلم اللغات الإنجليزية والهندية الرئيسية، وهي: الهندية، والبنغالية، والتاميلية، والتيلجو، والماراثية، والأردية، بالإضافة إلى الإسبانية، والبرتغالية، والعربية.

## التكنولوجيا
يستخدم التطبيق تقنية تحويل النص إلى كلام، حيث تقرأ الشخصية المسماة "ضياء" القصة، بالإضافة إلى تقنية تحويل الكلام إلى نص، التي تتحقق آليًا من تطابق النص مع قراءة المستخدم. أُضيفت قصة "تشوتا بهيم" و"كاثا كيدز" في سبتمبر 2019. في أبريل 2020، تم إصدار نسخة جديدة من التطبيق. في سبتمبر 2020، أضافت اللغة العربية إلى خيار اللغة. تم إطلاق نسخة الويب في أغسطس 2022.